# Клавдія Марцелла Старша
Клавдія Марцелла Старша (*Claudia Marcella Major, прибл. 43 до н. е. — до 2 до н. е.) — римська матрона часів ранньої Римської імперії.

## Життєпис
Походила з роду нобілів Клавдіїв Марцеллів. Старша донька Гая Клавдія Марцелла, консула 50 року до н. е., й Октавії Молодшої, сестри імператора Августа. Народилася у 44 або 43 році до н. е.
У 28 році до н. е. стала дружиною Марка Віпсанія Агріппи, консула 37, 28 років до н. е., народила від нього двох доньок. У 21 році до н. е. з династичних міркувань Агріппа розлучився з Марцеллою, щоб одружитися з Юлією, донькою Октавіана Августа.
У другому шлюбі Марцелла була з Юлом Антонієм, сином триумвіра Марка Антонія. Народила від нього двох синів та доньку. 
Померла до 2 року до н. е., дати загибелі чоловіка.

## Родина
1. Чоловік — Марк Віпсаній Агріппа.
Діти:
- Віпсанія
- Віпсанія Марцелла

2. Чоловік — Юл Антоній.
Діти:
- Луцій Антоній
- Юл Антоній
- Юлла Антонія